# Linea Meitetsu Seto
La linea Meitetsu Seto  (名鉄瀬戸線?, Meitetsu Seto-sen) è una ferrovia suburbana a scartamento ridotto che collega le stazioni di Shinsakae-machi, in centro a Nagoya e Owari Seto, nella città di Seto, nella prefettura di Aichi, in Giappone. La linea è lunga 20,6 km e interamente a doppio binario, elettrificata in corrente continua.

## Servizi
Le abbreviazioni sono a fini pratici per la lettura della tabella sottostante:
- L: Locale (普通?, Futsū)
S: Espresso Pendolari (準急?, Junkyū)
E: Espresso (急行?, Kyūkō)

## Stazioni
| Stazione              | Giapponese       | Distanza interst. | Distanza totale | S  | E  | Collegamenti                                                 | Posizione  | Posizione   |
| --------------------- | ---------------- | ----------------- | --------------- | -- | -- | ------------------------------------------------------------ | ---------- | ----------- |
| Sakaemachi            | 栄町             | -                 | 0.0             | ●  | ●  | Linea Higashiyama (Sakae:H10) Linea Meijō (Sakae:M05)        | Nagoya     | Higashi-ku  |
| Higashi-Ōtemachi      | 東大手           | 1.5               | 1.5             | ●  | ●  |                                                              | Nagoya     | Naka-ku     |
| Shimizu               | 清水             | 0.7               | 2.2             | ｜ | ｜ |                                                              | Nagoya     | Kita-ku     |
| Amagasaka             | 尼ヶ坂           | 0.5               | 2.7             | ｜ | ｜ |                                                              | Nagoya     | Kita-ku     |
| Morishita             | 森下             | 0.9               | 3.6             | ｜ | ｜ |                                                              | Nagoya     | Higashi-ku  |
| Ōzone                 | 大曽根           | 1.0               | 4.6             | ●  | ●  | Linea principale Chūō Linea Meijō (M12) Linea Yutorito (Y01) | Nagoya     | Higashi-ku  |
| Yada                  | 矢田             | 1.3               | 5.9             | ｜ | ｜ |                                                              | Nagoya     | Higashi-ku  |
| Moriyama-Jieitai-Mae  | 守山自衛隊前     | 1.1               | 7.0             | ｜ | ｜ | Linea Yutorito (Moriyama:Y04)                                | Nagoya     | Moriyama-ku |
| Hyōtan-yama           | 瓢箪山           | 0.6               | 7.6             | ｜ | ｜ |                                                              | Nagoya     | Moriyama-ku |
| Obata                 | 小幡             | 1.0               | 8.6             | ●  | ●  |                                                              | Nagoya     | Moriyama-ku |
| Kitayama              | 喜多山           | 1.3               | 9.9             | ●  | ●  |                                                              | Nagoya     | Moriyama-ku |
| Ōmori-Kinjōgakuin-mae | 大森・金城学院前 | 0.8               | 10.7            | ●  | ●  |                                                              | Nagoya     | Moriyama-ku |
| Imba                  | 印場             | 1.5               | 12.2            | ●  | ｜ |                                                              | Owariasahi | Owariasahi  |
| Asahi-mae             | 旭前             | 0.9               | 13.1            | ●  | ｜ |                                                              | Owariasahi | Owariasahi  |
| Owari Asahi           | 尾張旭           | 1.6               | 14.7            | ●  | ●  |                                                              | Owariasahi | Owariasahi  |
| Sangō                 | 三郷             | 1.4               | 16.1            | ●  | ●  |                                                              | Owariasahi | Owariasahi  |
| Mizuno                | 水野             | 1.9               | 18.0            | ●  | ●  |                                                              | Seto       | Seto        |
| Shin-Seto             | 新瀬戸           | 0.7               | 18.7            | ●  | ●  | Linea circolare di Aichi (Setoshi:21)                        | Seto       | Seto        |
| Seto-Shiyakusho-mae   | 瀬戸市役所前     | 0.7               | 19.4            | ●  | ●  |                                                              | Seto       | Seto        |
| Owari Seto            | 尾張瀬戸         | 1.2               | 20.6            | ●  | ●  |                                                              | Seto       | Seto        |